# 미시간주의 대학 목록
다음은 미시간주의 대학 목록이다.

## 현존하는 대학

### 연구형 대학
- 센트럴 미시간 대학교
- 이스턴 미시간 대학교
- 미시간 주립 대학교
- 미시간 공과 대학교
- 오클랜드 대학교 (미국)
- 미시간 대학교
- 웨인 주립 대학교
- 웨스턴 미시간 대학교

### 석사/전문가 대학
- 디트로이트 자선대학교

### 석사 칼리지 및 대학
- 캘빈 대학교
- 새기노밸리 주립 대학교

### 대학 입학 자격시험 칼리지
- 호프 칼리지

### 연계 칼리지
- 랜싱 커뮤니티 칼리지
- 워시트노 커뮤니티 칼리지

### 특수 목적 기관
- 칼빈 신학교
- 칼리지 포 크리에이티브 스터디스
- 무디신학대학교
- 웨스턴 신학교 (1866년)

## 같이 보기
- 미국의 대학 목록